# Mukagera
Mukagera är ett vattendrag i Burundi. Det ligger i den norra delen av landet, 100 km nordost om huvudstaden Bujumbura.
Omgivningarna runt Mukagera är huvudsakligen savann. Runt Mukagera är det tätbefolkat, med 442 invånare per kvadratkilometer.